# Kati Wolf
Kati Wolf (ur. 24 września 1974 w Szentendre) – węgierska piosenkarka wykonująca muzykę bluesową, jazzową i popową. 
Reprezentantka Węgier w 56. Konkursie Piosenki Eurowizji (2011).

## Wczesne lata
Jest córką kompozytora Petera Wolfa. Ma dwóch starszych braci. Ukończyła Węgierską Akademię Muzyczną w klasie chóru.

## Kariera muzyczna
Mając 7 lat, zaśpiewała tytułowy utwór z filmu animowanego Lisek Vuk. Po ukończeniu Węgierskiej Szkoły Muzycznej była członkinią zespołów jazzowych, takich jak Queen Tribute, Stúdió Dél czy Sunny Dance Band. W międzyczasie pracowała w biurze, gdzie poznała swojego przyszłego męża. W styczniu 2009 wydała debiutancki album studyjny pt. Wolf-áramlat, na który muzykę napisał jej ojciec.

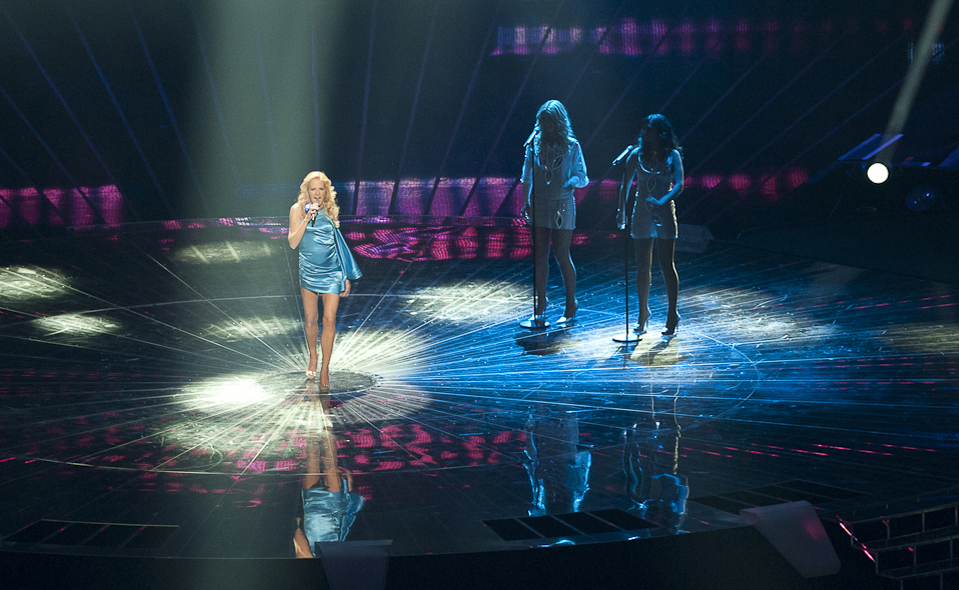
Kati Wolf podczas prób do 56. Konkursu Piosenki Eurowizji w Düsseldorfie, maj 2011

W 2010 wzięła udział w węgierskiej wersji programu The X Factor, w której jej mentorem był Feró Nagy. Zajęła szóste miejsce. W styczniu 2011 wydała album studyjny pt. Az első X - 10 dal az élő showból, zawierający zapis dźwiękowy jej występów w programie.
9 marca 2011 została ogłoszona przez Magyar Televízió reprezentantką Węgier z piosenką „What About My Dreams?” podczas 56. Konkursu Piosenki Eurowizji organizowanego w Düsseldorfie. Przed finałem konkursu była główną faworytką do wygrania. W maju pomyślnie przeszła przez półfinał konkursu i dotarła do finału, w którym zajęła 22. miejsce. W listopadzie wydała trzeci album studyjny pt. Vár a holnap, którą promowała singlem „Szerelem, miért múlsz?”, będącym węgierskojęzyczną wersją piosenki „What About My Dreams”.
W grudniu 2014 została ogłoszona jedną z uczestniczek programu A Dal 2015, wyłaniającego reprezentanta Węgier w 60. Konkursie Piosenki Eurowizji, do którego zgłosiła się z utworem „Ne engedj el!”. W lutym 2015 pomyślnie przeszła przez kolejne rundy eliminacyjne i przeszła do finału, w którym zajęła piąte miejsce.

## Życie prywatne
Zamężna. Ma dwoje dzieci, Jankę i Lucę.

## Dyskografia
Albumy studyjne
- Wolf-áramlat (2009)
- Az első X - 10 dal az élő showból (2011)
- Vár a holnap (2011)

Single
| Rok  | Tytuł                           | Najwyższe miejsce | Najwyższe miejsce | Najwyższe miejsce | Najwyższe miejsce | Najwyższe miejsce | Album        |
| Rok  | Tytuł                           | AUS               | BEL Tip           | SWI               | UK                | HUN               | Album        |
| ---- | ------------------------------- | ----------------- | ----------------- | ----------------- | ----------------- | ----------------- | ------------ |
| 2011 | „What About My Dreams?”         | 47                | 45                | 53                | 128               | 1                 | Vár a Holnap |
| 2012 | „Lángolj”                       | –                 | –                 | –                 | –                 | 15                | Vár a Holnap |
| 2012 | „Az aki voltam (The Last Time)” | –                 | –                 | –                 | –                 | 29                | Vár a Holnap |